# Marcel Gotlib
Marcel Mordekhaï Gottlieb (Parijs, 14 juli 1934 – Le Vésinet, 4 december 2016), bekend onder zijn pseudoniem Gotlib, was een Frans striptekenaar, -schrijver en -uitgever. Door zijn eigen werk en als medeoprichter van de magazines L'Echo des Savanes en Fluide Glacial, was hij een sleutelfiguur in de overschakeling in Franstalige strips van entertainment voor kinderen naar een meer volwassen toon en inhoud, en een ouder lezerspubliek.

## Jeugdjaren
Marcel Gotlieb werd geboren op 14 juli 1934 in Parijs en is van Joodse afkomst. Zijn vader, Ervin Tzvy Gottlieb, was een huisschilder van Roemeense afkomst en zijn moeder, Régine Berman, een naaister van Hongaarse afkomst. In 1942 werd zijn vader gedeporteerd, nadat de conciërge van hun gebouw erg bereidwillig de agenten hielp om hem te vinden, een scène die een sterke indruk maakte op de jonge Marcel. Hij stierf in Buchenwald. Om haar zoon te verbergen, stuurde zijn moeder hem voor de rest van de oorlog naar een boerderij, waar hij slecht werd behandeld.

## VaillantenPilote
Op 17 jaar, verliet hij de school om te werken voor een farmaceutisch bureau terwijl hij ‘s avonds kunstklassen volgde. Dit leidde tot een baan als letteraar bij Opera Mundi, een Franse uitgever, die Amerikaanse strips vertaalde en uitgaf. Na zijn 28 maanden durende militaire dienst, vestigde Gotlib zich als een freelance letteraar en illustrator. Zijn eerste strips werden in Vaillant geplaatst, een tijdschrift voor kinderen, later omgedoopt tot Pif-Gadget. Zijn langlopende serie bij Vaillant begonnen als Nanar, Jujube et Piette, werd omgedoopt Nanar et Jujube en dan Lobbes (Gai-Luron) omdat de bijfiguur van de hond de centrale rol op zich had genomen. Lobbes is een hond, sterk beïnvloed door Tex Avery's Droopy, die bijna nooit lacht of emoties weergeeft en een onverbeterlijke slaper is.
In 1965 bood Gotlib zijn strips aan bij het blad Pilote en hij werd met open armen begroet door de invloedrijke medeoprichter en redacteur ervan, René Goscinny, bekend van Asterix. Samen creëerden ze Les Dingodossiers, een parodiereeks over willekeurige onderwerpen die Goscinny schreef en Gotlib tekende. In 1967 vroeg Goscinny, die aan veel strips tegelijkertijd werkte en ondertussen ook redacteur van het magazine was, aan Gotlib om de reeks alleen voort te zetten. Gotlib lanceerde in plaats daarvan een nieuwe strip, Waanzin-Waanzuit (Rubrique-à-Brac), die vergelijkbaar was met de Dingodossiers, maar een volwassener en minder formele toon had. De strip Waanzin-Waanzuit verscheen in de jaren zeventig regelmatig in het Nederlandse stripblad Pep. Overgebleven pagina's uit beide series werden later gepubliceerd in albumvorm Trucs-en-vrac.
Rubrique-à-Brac was een hit bij de lezers van Pilote en maakte Gotlib beroemd. Het introduceerde diverse typische Gotlib-gimmicks, zoals het veelvuldig gebruik van running gags (Isaac Newton die geraakt wordt op het hoofd door willekeurige objecten) en de aanwezigheid van een miniatuurkarakter, een lieveheersbeestje, dat de hoofdactie nabootste, als opvulling voor het ontbreken van achtergronden. Gotlib had namelijk een hekel aan het tekenen van decors.
In 1971, liet Gotlib Lobbes over aan zijn medewerker Henri Dufranne. Hij werkte mee aan een radioprogramma met Goscinny, Fred en GEBE, en werkte samen met regisseur Patrice Leconte, die in 1974 een documentaire over hem maakte. Gotlib creëerde een ander personage, Joviale Hamster (Hamster Jovial), voor het muziekmaandblad Rock & Folk. Joviale Hamster, een parodie op Baden-Powell, is een ongeneeslijk saaie scoutleider, die wanhopig zijn passie voor de popcultuur wil overbrengen op zijn beschermelingen, twee jongens en een meisje.

## L'Echo des savanesenFluide Glacial
In 1972, lanceerde Gotlib het striptijdschrift l'Echo des Savanes, samen met Claire Bretécher en Nikita Mandryka. Het oorspronkelijke doel was om verhalen ongeschikt voor Pilote, een tijdschrift dat was gericht op de schoolkinderen, te publiceren en l'Echo des Savanes was een groot commercieel succes. Maar door het compleet gebrek van het trio aan zakeninstinct ging het tijdschrift diep in de rode cijfers en werden ze gedwongen het te verkopen aan een uitgeversfirma. Gotlibs bijdragen aan het tijdschrift zijn gepubliceerd in de albums Rhaa Lovely (vernoemd naar een uitspraak van een verkrachter in Frenzy van Alfred Hitchcock) en Rha-Gnagna. Die verhalen houden zich vooral bezig met het doorbreken van taboes en beschikken over veel seksualiteit en andere lichaamsfuncties, evenals kabeljauwpsychoanalyse en het schieten op gezagsdragers van alle soorten, waaronder ook de verschillende godheden. Gotlib, Mandryka en Bretécher stopten met werken voor l'Echo des Savanes na de verkoop van het blad.
Gotlib zag dat er een grote markt was voor volwassenenstrips en besloot om een nieuwe publicatie te starten en het professioneler aan te pakken. Om dit te doen, maakte hij jeugdvriend Jacques Diament tot hoofdredacteur, en vroeg hij de hulp voor de creatieve kant aan Alexis, een andere Piloteveteraan. Hij richtte het blad Fluide Glacial op en uitgeverij 'Audie', een komisch verkeerd geschreven afkorting van “Amusement, Umour, Dérision, Ilarité Et toutes ces sortes de choses”. Fluide Glacial lanceerde de carrière van een aantal onbekende of weinig bekende cartoonisten, van wie de meesten door Gotlib werden beïnvloed. In de eerste plaats: Edika, Goossens en Dupuy en Berberian. Belgische veteraan André Franquin leverde zijn bijdrage met Zwartkijken. Alexis stierf aan een slagaderbreuk in 1977, de leiding overlatend aan Gotlib en Diament, hoewel hij tot op de dag van vandaag als "Directeur van het geweten" gecrediteerd staat in Fluide Glacial.
Gotlib creëerde twee personages in Fluide Glacial: Superdupont met Jacques Lob en Pervers Pépère. Superdupont is een Franse, zeer vaderlandslievend antwoord op de Amerikaanse superhelden, die een vest en baret draagt en vecht tegen een geheime organisatie, genaamd Anti-France. Gotlib schreef de meeste Superdupontverhalen, en hij tekende ook een handvol van hen. De strip was succesvol genoeg om te worden geadapteerd in een toneelstuk van Jérôme Savary. Koos Voos (Pervers Pépère) is een stereotiepe, vieze oude man die verscheen in eenpaginaverhalen. In de jaren 1980, concentreerde hij zich steeds meer op het runnen van Fluide Glacial – waarin hij ook een column schreef – en geleidelijk aan tekende hij minder en minder strips. In 1986 echter, reanimeerde hij Lobbes, toen de backcatalogus opnieuw werd uitgegeven door Audie en hiervoor promotie nodig was. Hij tekende genoeg nieuwe verhalen voor een laatste album, La Bataille Navale.
In 1991 won Gotlib de Grote Prijs van het Internationaal Stripfestival van Angoulême.
In 2014 verscheen zijn autobiografie J'existe – Je me suis rencontré.